# Kaple Nanebevzetí Panny Marie (Mečov)
Kaple Nanebevzetí Panny Marie je římskokatolická kaple v Mečově, části obce Hořičky. Patří do farnosti Boušín. Vlastníkem kaple je obec Hořičky.
Původní jednoduchá zvonička stála na kopečku za rybníčkem. V květnu 1909 zemřel Josef Petira z čp. 2 a na stavbu kaple odkázal 400 korun. K uhrazení dalších nákladů se obecní rada rozhodla prodat obecní vrby a téhož roku postavil novou kapličku podle plánů A. Peroutky z Úpice Jaroslav Řezníček z čp. 10. Zvon byl přenesen ze staré zvonice a inventář pořízen z obecní sbírky. Kaple byla vysvěcena 27. května 1911 farářem Josefem Svatošem z Boušína. Zvon byl v roce 1918 zrekvírován a nový byl pořízen v roce 1925, avšak znovu byl zrekvírován v roce 1942. V roce 1989 darovali do kaple svůj starý zvon hasiči ze Lhoty u Trutnova.
V roce 1989 byla opravena střecha, oplechována věžička a provedena nová fasáda, ale zanikla tím střecha z pálených tašek a štukatérská výzdoba. Další oprava byla provedena v roce 2014. Znovu byla kaplička vysvěcena 16. srpna 2014 boušínským farářem Petrem Kubantem.

## Bohoslužby
Pravidelné bohoslužby se v kapli nekonají.

## Galerie

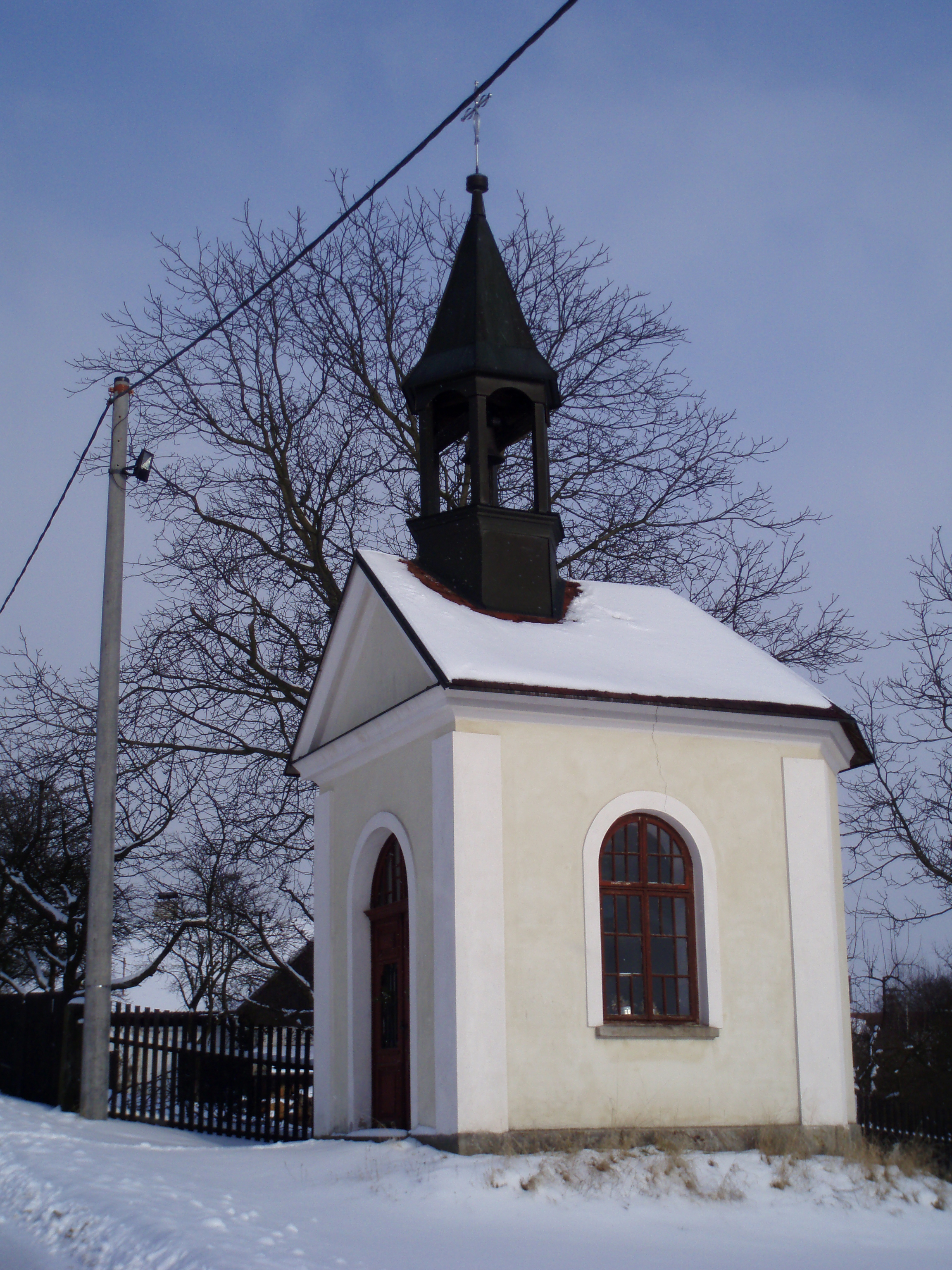
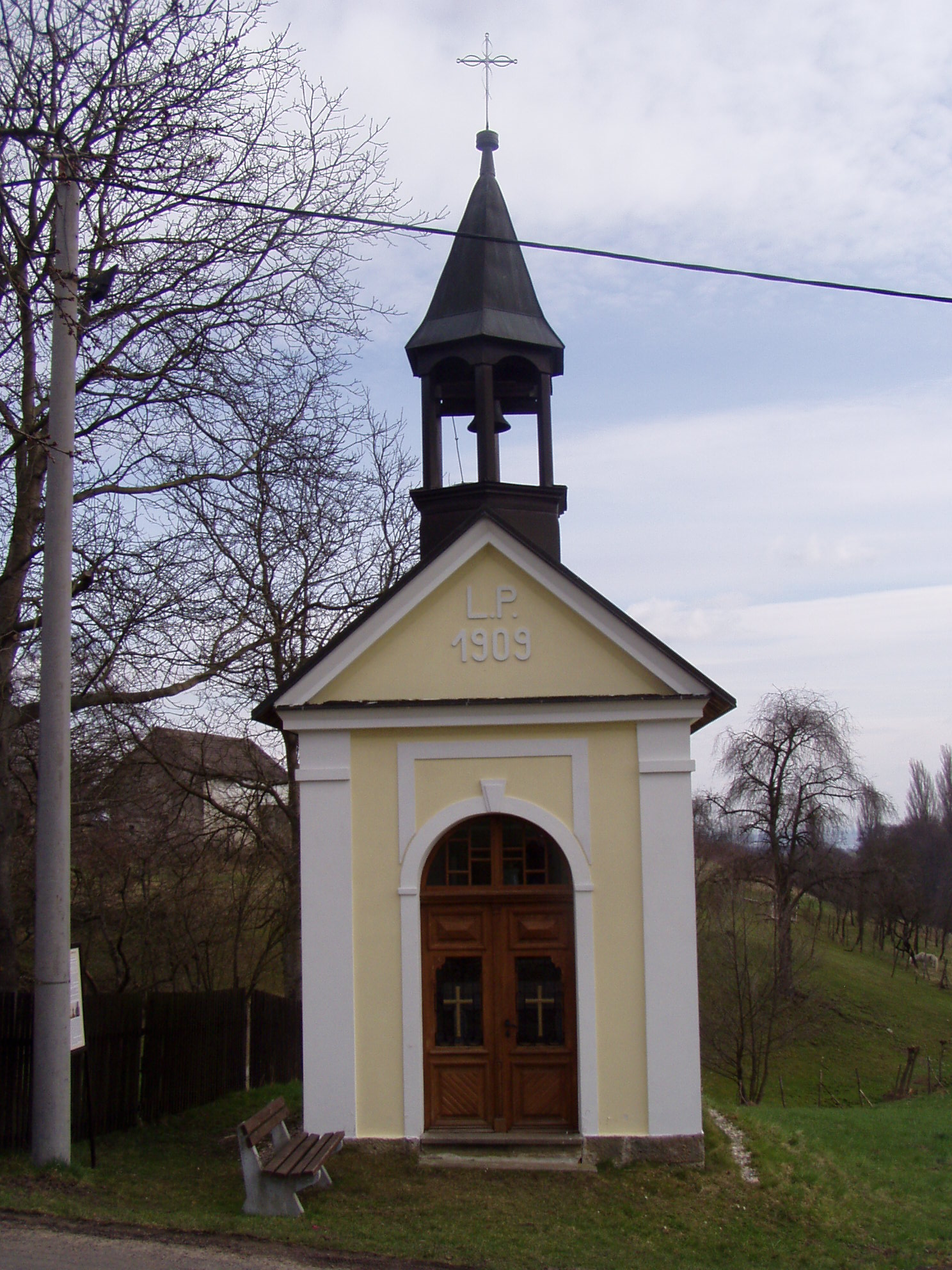